# Tepidimonas fonticaldi
Tepidimonas fonticaldi es una bacteria gramnegativa del género Tepidimonas. Fue descrita en el año 2013. Su etimología hace referencia a fuente termal. Es aerobia y móvil por flagelo polar. Tiene un tamaño de 0,3-0,5 μm de ancho por 0,6-1,7 μm de largo. Forma colonias no pigmentadas, circulares, lisas y convexas en agar R2A tras 72 horas de incubación. Temperatura de crecimiento entre 35-60 °C, óptima de 55 °C. Catalasa y oxidasa positivas. Tiene capacidad para bioabsorber metales preciosos como el oro de aguas residuales mediante proteínas extracelulares. Se ha aislado de una fuente termal en Taiwán. 